# رايموندو سوتو
رايموندو سوتو (بالإسبانية: Raimundo Soto) هو ممثل أرجنتيني، ولد في 1915 في الأوروغواي، وتوفي في 7 يوليو 1983.

## وصلات خارجية
- رايموندو سوتو على موقع IMDb (الإنجليزية)